# Phelsuma astriata
Espèce
Synonymes
- Phelsuma lineata var. astriata Tornier, 1901
- Phelsuma carinatum Rendahl, 1939
- Phelsuma carinatum maheense Rendahl, 1939
- Phelsuma astovei Fitzsimons, 1948

Statut de conservation UICN

 LC  : Préoccupation mineure
Statut CITES
Phelsuma astriata est une espèce de geckos de la famille des Gekkonidae.

## Répartition
Cette espèce est endémique des Seychelles.
Elle pourrait avoir été introduite à La Réunion

## Description

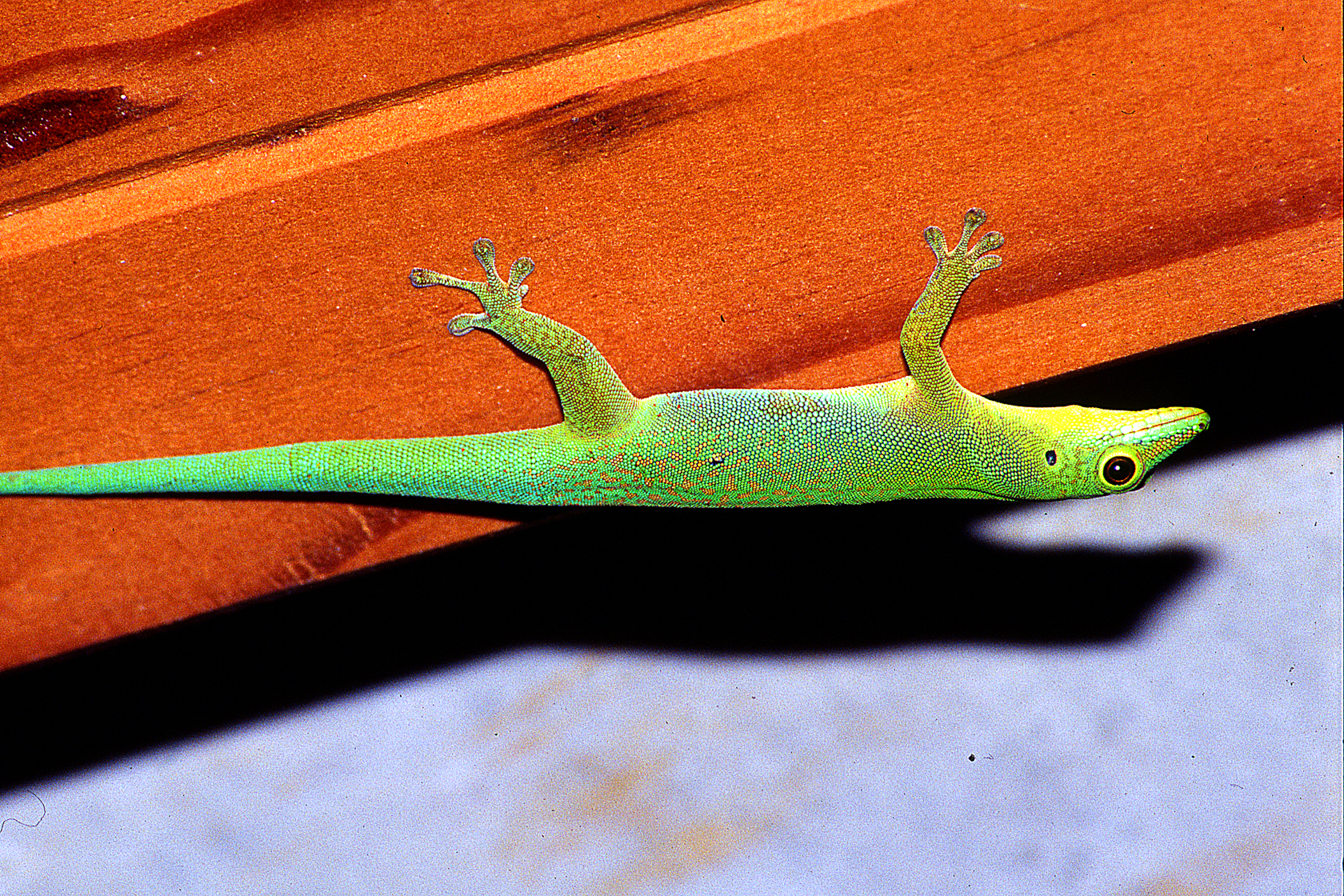
Phelsuma astriata

C'est un gecko diurne et arboricole qui mesure jusqu'à 60 mm. Il est de couleur vert citron, avec des points et bandes orangées.

## Liste des sous-espèces
Selon The Reptile Database (30 octobre 2012) :
- Phelsuma astriata astriata Tornier, 1901
- Phelsuma astriata semicarinata Cheke, 1982

## Étymologie
Le nom de cette espèce astriata signifie sans bande (a privatif et striata, strie, bande, rayure).

## Publications originales
- Tornier, 1901 : Die Reptilien und Amphibien der Deutschen Tiefseeexpedition 1898/99. Zoologischer Anzeiger, vol. 24, p. 61-66 (texte intégral).
- Cheke, 1982 : Phelsuma Gray 1825 in the Seychelles and neighbouring islands: a re-appraisal of their taxonomy and description of two new forms (Reptilia: Sauria: Gekkonidae). Senckenbergiana Biologica, vol. 62, n. 4/6, p. 181-198.